# Rahzel
Rahzel es un músico de Estados Unidos que fue miembro del grupo The Roots reconocido por su dominio del beatbox, la creación de ritmos utilizando las cuerdas vocales a la vez que la boca, imitar melodías de instrumentos y hacer scratch.[cita requerida] Su primer disco en solitario fue Make the music 2000.
Entre sus influencias están Biz Markie, Doug E. Fresh, Buffy de Fat Boys, Bobby McFerrin y Al Jarreau.

## Discografía

### Álbumes de estudio
- 1999:  Make the Music 2000
- 2004:  Rahzel's Greatest Knock Outs

### Colaboraciones
| Año  | Canción | Artista(s)                   | Álbum                                 |
| ---- | --- | ---------------------------- | ------------------------------------- |
| 1993 | "Intro" | Raw Breed                    | Lune Tunz                             |
| 1994 | "Bicoastal Holdup" "Vibe Khameleonz" | Shä-Key                      | A Head Nadda's Journey to Adidi Skizm |
| 1995 | "Lazy Afternoon" "?. vs. Rahzel" "The Lesson Part 1" | The Roots                    | Do You Want More?!!!??!               |
| 1995 | "Locker bleiben" | Die Fantastischen Vier       | Lauschgift                            |
| 1996 | "The Beat Down" | Da Bush Babees               | Gravity                               |
| 1997 | "Show Me Love (QD3 Fat Boy Remix)" | Robyn                        | Show Me Love                          |
| 1997 | "The Battle" | DJ Skribble                  | Traffic Jams                          |
| 1997 | "Dangereux" "L'Enfer" | IAM                          | L'École du micro d'argent             |
| 1997 | "Rob Swift Versus Rahzel" | Rob Swift                    | Soulful Fruit                         |
| 1999 | "Jam" | Alliance Ethnik              | Fat Comeback                          |
| 1999 | "Southern Gul" | Erykah Badu                  | Southern Gul                          |
| 1999 | "Step into the Realm" "Adrenaline!" "The Notic" | The Roots                    | The Roots Come Alive                  |
| 1999 | "First Thing" | Choclair                     | Ice Cold                              |
| 1999 | "It's a Must" | Rakim                        | The Master                            |
| 1999 | "Steal My Kisses" | Ben Harper                   | Burn to Shine                         |
| 2000 | "Used to be Perfect" | Lynden David Hall            | Sleeping with Victor                  |
| 2000 | "In Tune with the Sound" | Roni Size Reprazent          | In the Mode                           |
| 2000 | "Children's Story" | Everlast                     | Eat at Whitey's                       |
| 2000 | "Cold Blooded" | Common                       | Like Water for Chocolate              |
| 2001 | "Side to Side" | DJ Hasebe                    | Hey World EP                          |
| 2002 | "Top of the Game" | Sean Paul                    | Dutty Rock                            |
| 2003 | "Rock the House" | The High & Mighty            | The Highlite Zone                     |
| 2003 | "Deep Cover" | Tonedeff                     | Underscore                            |
| 2004 | "Bam Bam" | Toots & the Maytals          | True Love                             |
| 2004 | "Oh My God" | Masta Ace                    | A Long Hot Summer                     |
| 2004 | "Pleasure Is All Mine" "Where is the Line" "Who Is It" "Mouth's Cradle" "Triumph of a Heart" | Björk                        | Medúlla                               |
| 2004 | "Confused Rappers" | The Beatnuts                 | Milk Me                               |
| 2004 | "Starting Over" "The American Way" "Acetone" | The Crystal Method           | Legion of Boom                        |
| 2004 | "Rock and Roll Part 2" "A Day in the Life" | Handsome Boy Modeling School | White People                          |
| 2004 | "Mega Beast Theme Song" | Dub-L                        | Day of the Mega Beast                 |
| 2004 | "B-Box | Chris K                      | Cycles/B-Box                          |
| 2005 | "Rahzel Skit 1" "Rahzel Skit 2" | Ol' Dirty Bastard            | Osirus                                |
| 2006 | "Chocolate Chewing Gum" | k-os                         | Atlantis: Hymns for Disco             |
| 2006 | "Mojo" | Peeping Tom                  | Peeping Tom                           |
| 2006 | "Main Title" "Bus Is Not for Sissies" "Barry's Love Theme" "Kidnapping" "Rahzel Interlude" "Funeral is for Sissies" "Rahzel in the Park" "King of the Crapper" "From Behind" "Fresca" "The Mole" | Varios Artistas              | Banda sonora de Let's Go to Prison    |
| 2006 | "Some MCs" | C-Rayz Walz                  | The Dropping                          |
| 2007 | "Keys 2 Your Ass" | Imani Coppola                | The Black And White Album             |
| 2009 | "Intro" "What's Happening" "Brainbender" | DJ JS-1                      | Ground Original 2: No Sell Out        |
| 2009 | "Blow Up Da Spot" | Sadat X                      | Brand New Bein'                       |
| 2010 | "Bad Self" | Rhymefest                    | Dangerous: 5–18                       |
| 2013 | "Shotta" | DJ Muggs                     | Bass For Your Face                    |
| 2019 | "heavy metal" | Bring Me The Horizon         | amo                                   |